# Танзанія на літніх Олімпійських іграх 2004
На XXVIII літніх Олімпійських іграх, що проходили в Афінах у 2004 році, Танзанія була представлена 8 спортсменами (6 чоловіками та 2 жінками) в одному виді спорту — легка атлетика. Прапороносцем на церемоніях відкриття і закриття Олімпійських ігор була бігунка Рестітута Джозеф.
Країна вдесяте за свою історію взяла участь у літніх Олімпійських іграх. Атлети Танзанії не завоювали жодної медалі.

## Легка атлетика
Чоловіки
Трекові і шосейні дисципліни
| Спортсмен            | Дисципліна | Гіт          | Гіт          | Півфінал          | Півфінал          | Фінал        | Фінал        |
| Спортсмен            | Дисципліна | Результат    | Місце        | Результат         | Місце             | Результат    | Місце        |
| -------------------- | ---------- | ------------ | ------------ | ----------------- | ----------------- | ------------ | ------------ |
| Зебедайо Байо        | марафон    | Н/Д          | Н/Д          | Н/Д               | Н/Д               | не фінішував | не фінішував |
| Самвел Мвера         | 800 м      | 1:45.30 NR   | 3 q          | дискваліфікований | дискваліфікований | не пройшов   | не пройшов   |
| Самвел Мвера         | 1500 м     | не стартував | не стартував | не пройшов        | не пройшов        | не пройшов   | не пройшов   |
| Джон Юда Мсурі       | 10000 м    | Н/Д          | Н/Д          | Н/Д               | Н/Д               | не фінішував | не фінішував |
| Фабіано Джозеф Наасі | 5000 м     | 13:31.89     | 11           | Н/Д               | Н/Д               | не пройшов   | не пройшов   |
| Фабіано Джозеф Наасі | 10000 м    | Н/Д          | Н/Д          | Н/Д               | Н/Д               | 28:01.94     | 10           |
| Самсон Рамадхані     | марафон    | Н/Д          | Н/Д          | Н/Д               | Н/Д               | 2:20:38      | 40           |
| Джон Нада Сая        | марафон    | Н/Д          | Н/Д          | Н/Д               | Н/Д               | не фінішував | не фінішував |

Жінки
Трекові і шосейні дисципліни
| Спортсмен        | Дисципліна | Гіт       | Гіт   | Фінал         | Фінал         |
| Спортсмен        | Дисципліна | Результат | Місце | Результат     | Місце         |
| ---------------- | ---------- | --------- | ----- | ------------- | ------------- |
| Рестітута Джозеф | 5000 м     | 15:45.11  | 14    | не пройшла    | не пройшла    |
| Бануелія Мрашані | марафон    | Н/Д       | Н/Д   | не фінішувала | не фінішувала |